# کانتری واک (فلوریدا)
کانتری واک (به انگلیسی: Country Walk) یک منطقهٔ مسکونی در ایالات متحده آمریکا است که در شهرستان میامی-دید، فلوریدا واقع شده‌است. کانتری واک ۷٫۱ کیلومتر مربع مساحت و ۱۰٬۶۵۳ نفر جمعیت دارد و ۲ متر بالاتر از سطح دریا واقع شده‌است.